# 廣田高志
廣田 高志（ひろた たかし、1963年1月16日 - ）は文学座所属の舞台俳優。愛知県出身。身長180cm・体重70kg。特技は剣道・スケート・バスケットボール。

## 主な出演作品

### 舞台
1988年
- 初舞台『マクベス』(松竹)南座

1989年
- 『春のめざめ』(文学座アトリエ公演)
- 『チェンジングルーム』(文学座本公演)紀伊國屋ホール

1991年
- 『あ・うん』(俳優座劇場)
- 『桃花春〜戦の中の青春』(本公演)紀伊國屋ホール

1992年
- 『タイタス・アンドロニカス』(銀座セゾン劇場)
- 『夜明けの街』(ぐるーぷえいと)

1994年
- 『ヴェニスの商人』(松竹)サンシャイン劇場

1995年
- 『オセロー』(松竹)紀伊國屋ホール
- 『四谷怪談』(銀座セゾン劇場)
- 『リチャード三世』パナソニック・グローブ座

1996年
- 『特ダネ狂騒曲』(本公演)紀伊國屋ホール
- 『夢幻にて候　信長とお市』(明治座)
- 『メジャーフォーメジャー』(安澤事務所)紀伊國屋ホール

1997年
- 『リア王』(安澤事務所)紀伊國屋サザンシアター
- 『クレオパトラ』(松竹)日生劇場

1998年
- 『十二夜』(幹の会)紀伊國屋サザンシアター
- 『王女メディア』(ポイント東京)世田谷パブリックシアター

1999年
- 『元禄港歌』(明治座)
- 『忠臣蔵 大石内蔵助』(御園座)

2000年
- 『智恵子飛ぶ』(松竹)新橋演舞場
- 『ミツコ』新橋演舞場
- 『シラノ・ド・ベルジュラック』紀伊國屋サザンシアター

2001年
- 『蜘蛛巣城』(松竹)新橋演舞場
- 『冬物語』(幹の会)紀伊國屋サザンシアター

2002年
- 『リア王』(幹の会)紀伊國屋サザンシアター

2004年
- 『タイタス・アンドロニカス』(ホリプロ）彩の国さいたま芸術劇場
- 『オイディプス王』(幹の会)紀伊國屋サザンシアター

2006年
- 『信長』(松竹)新橋演舞場、大阪松竹座
- 『オセロー』(幹の会)東京グローブ座

2007年
- 『ヴェニスの商人』(ホリプロ)天王洲 銀河劇場
- 『カリギュラ』（Bunkamura）シアターコクーン、イオン化粧品シアターBRAVA!（大阪）

2008年
- 『リア王』(ホリプロ)彩の国さいたま芸術劇場
- 『わが魂は輝く水なり』（Bunkamura）シアターコクーン
- 『キーン』（ホリプロ）天王洲 銀河劇場

2009年
- 『冬物語』彩の国さいたま芸術劇場大ホール
- 『テンペスト』銕仙会能楽研修所、旅
- 『屋根の上のヴァイオリン弾き』(東宝)日生劇場 H25再演
- 『冬のライオン』(幹の会)東京グローブ座、旅公演

2010年
- 『ハムレット2010』(りゅーとぴあ能楽堂シェークスピアシリーズ)新潟市民芸術文化会館りゅーとぴあ劇場
- 『じゃじゃ馬馴らし』彩の国さいたま芸術劇場大ホール、梅田芸術劇場 シアタードラマシティ

2011年
- 『ヴェニスの商人』（劇団四季）自由劇場
- 『アントニーとクレオパトラ』彩の国さいたま芸術劇場大ホール、地方・韓国巡演

2012年
- 『王女メディア』(幹の会+リリック)世田谷パブリックシアター、地方巡演
- 『トロイラスとクレシダ』（8月17日 - 9月30日、彩の国さいたま芸術劇場大ホール 他）[2]
- 『お気に召すまま』（川崎市アートセンター）アルテリオ小劇場
- 『佐々木先陣』北品川楽間

2013年
- 『鹿鳴館』（劇団四季）自由劇場
- 『屋根の上のヴァイオリン弾き』（東宝）日生劇場
- 『十二夜〜お好きなように〜』（川崎市アートセンター）アルテリオ小劇場

2016年
- 『尺には尺を』（5月25日 - 6月27日、彩の国さいたま芸術劇場 大ホール 他）[3]
- 『フォルケフィエンデ -人民の敵-』（12月3日・4日、シアターX）[4]

2017年
- 『アマデウス』（9月24日 - 10月25日、サンシャイン劇場 他）ヨーゼフ二世 役[5]
- ミュージカル『屋根の上のヴァイオリン弾き』（12月5日 - 2018年2月10日、日生劇場 他）[6]

2018年
- 『オセロー』（9月2日 - 26日、新橋演舞場）グラシアーノー 役[7]

2019年
- 『ヘンリー五世』（2月8日 - 24日、彩の国さいたま芸術劇場 大ホール）[8]
- 『クイーン・エリザベス - 輝ける王冠と秘められし愛 -』（5月5日 - 26日、日生劇場）[9]
- 『どん底』（10月3日 - 20日、新国立劇場 小劇場）[10]

2020年
- 『ヘンリー八世』（2月14日 - 27日、彩の国さいたま芸術劇場 大ホール）[11]

2021年
- ミュージカル『屋根の上のヴァイオリン弾き』（2月6日 - 3月14日、日生劇場 他）巡査部長 役[12]
- 『終わりよければすべてよし』（5月12日 - 6月28日、彩の国さいたま芸術劇場 大ホール 他）[13]

2022年
- 『ヘンリー八世』（9月16日 - 10月16日、彩の国さいたま芸術劇場 大ホール 他）[14]
- 『ジョン王』（12月26日 - 2023年2月24日、Bunkamura シアターコクーン 他）[15]

2023年
- 『地獄のオルフェウス』（5月9日 - 23日、文学座アトリエ）タルボット 役[16]
- 『ロミオとジュリエット』（9月13日 - 10月29日、有楽町よみうりホール 他）キャピュレット 役[17]

2024年
- 『中村仲蔵 〜歌舞伎王国 下剋上異聞〜』（2月6日 - 3月31日、東京建物 Brillia HALL 他）中村伝九郎 役 [18][19]
- 『寿歌二曲』（9月12日 - 17日、BUoY）[20]

2025年
- 『中村仲蔵 〜歌舞伎王国 下剋上異聞〜』（9月13日 - 21日〈予定〉、上海交通銀行前滩31文化芸能センター・大劇場）中村伝九郎 役[21]

### ドラマ
- NHK大河ドラマ
  - 翔ぶが如く（1990年）- 品川弥二郎 役
  - 武蔵 MUSASHI（2003年）- 内海孫兵衛 役
  - 麒麟がくる（2020年）- 村井貞勝 役
- 眠れない夜をかぞえて（1992年、TBSテレビ）
- 本陣殺人事件（1992年、フジテレビ）
- かりん（1993年、NHK連続テレビ小説）

### 劇場版アニメ
- ゲド戦記

### ラジオドラマ
- 岩場のチングルマ
- 獅子の城塞